# قطعنامه ۹۸۷ شورای امنیت
قطعنامه ۹۸۷ شورای امنیت سازمان ملل متحد که در تاریخ ۱۹ آوریل ۱۹۹۵ تصویب شد، سندی بین‌المللی دربارهٔ بوسنی و هرزگوین است. این قطعنامه طی نشست ۳۵۲۱ام با ۱۵ رای موافق، ۰ مخالف و ۰ ممتنع تصویب شد.